# Cantone di Villedieu-les-Poêles
Il Cantone di Villedieu-les-Poêles è una divisione amministrativa dell'arrondissement di Saint-Lô.
A seguito della riforma approvata con decreto del 25 febbraio 2014, che ha avuto attuazione dopo le elezioni dipartimentali del 2015, è passato da 10 a 29 comuni.

## Composizione
I 10 comuni facenti parte prima della riforma del 2014 erano:
- La Bloutière
- Bourguenolles
- Champrepus
- Chérencé-le-Héron
- Fleury
- La Lande-d'Airou
- Rouffigny
- Sainte-Cécile
- La Trinité
- Villedieu-les-Poêles

Dal 2015 i comuni appartenenti al cantone sono i seguenti 29:
- Beslon
- La Bloutière
- Boisyvon
- Bourguenolles
- Champrepus
- La Chapelle-Cécelin
- Le Chefresne
- Chérencé-le-Héron
- La Colombe
- Coulouvray-Boisbenâtre
- Fleury
- Le Guislain
- La Haye-Bellefond
- La Lande-d'Airou
- Margueray
- Maupertuis
- Montabot
- Montbray
- Morigny
- Percy
- Rouffigny
- Saint-Martin-le-Bouillant
- Saint-Maur-des-Bois
- Saint-Pois
- Sainte-Cécile
- Le Tanu
- La Trinité
- Villebaudon
- Villedieu-les-Poêles